# Calotrachytes fimbriatipes
Calotrachytes fimbriatipes är en spindeldjursart som först beskrevs av Michael 1908.  Calotrachytes fimbriatipes ingår i släktet Calotrachytes och familjen Polyaspidae. Inga underarter finns listade.